# Giuseppe Pietri
Giuseppe Pietri, italijanski skladatelj, * 6. maj 1886, Campo nell'Elba, Elba, Italija, † 11. avgust 1946, Milano, Italija.
Glasbo je študiral na milanskem konservatoriju. Kljub nekaterih operam, ki jih je napisal, je danes najbolj znan kot avtor številnih operet.
Najbolj znana med njimi je Tiha voda, krstno izvedena leta 1920 v Rimu, na odru ljubljanske Opere uprizorjena leta 1943.
Drugo njegovo znano delo je tenorska arija Io conosco un giardino iz opere Maristella.  

## Glasbeni primer
- arija Io conosco un giardino v izvedbi Beniamina Giglija